# Strimkrinum
Strimkrinum (Crinum bulbispermum) är en art i familjen amaryllisväxter från Sydafrika. Arten hör till de härdigaste arterna och tål frost, men är tveksamt härdig i Sverige.

## Hybrider
Strimkrinum har använts i många hybrider. Den mest kända är frilandskrinum (C. × powellii) som är en korsning med fönsterkrinum (C. moorei).

## Synonymer
Amaryllis bulbisperma Burm.f.